# بازی (فیلم هندی ۱۹۹۳)
بازی یک فیلم درام جنایی اکشن هندی محصول ۱۹۹۳ به کارگردانی آنیل ماتو و تهیه‌کنندگی رومش شارما و با بازی نصیرالدین شاه، آدیتای پانچولی، راهول روی و سانجیتا بجلانی در نقش‌های محوری است.

## بازیگران
- نصیرالدین شاه در نقش ویکرم
- آدیتای پانچولی در نقش راجا
- راهول روی در نقش ویجی
- سانجیتا بجلانی در نقش وکیل شرادا
- سورش اوبروی در نقش بازرس پاوار
- کولبوشان کارباندا در نقش وکیل سینگ چودری
- کیران کومار در نقش قمال خان
- ماهش آنند در نقش افضل خان
- آلوک نات در نقش بازرس پاتیل
- ماهاویر شاه در نقش پیتر دسوزا
- آرجون در نقش راگو، دوست گروه راجا
- اودی تیکه کار در نقش ساتیش، دوست گروه راجا
- جانی لور در نقش جاگو، دوست گروه راجا
- پانکاج بری در نقش آجی، برادر کوچکتر ویکرم
- عارون باکشی در نقش پدر ویکرم
- ریتا بهادوری در نقش مادر ویکرم
- آبیجیت ساندو
- دالی مینهاس در نقش مگنا
- راجش پوری در نقش سازنده ناچانی
- جلیس شروانی در نقش ایوب خان
- تیکو تالسانیا در نقش کمال
- سهیلا چدها

## موسیقی متن
| فهرست قطعه‌ها | فهرست قطعه‌ها                    | فهرست قطعه‌ها                  | فهرست قطعه‌ها |
| شماره        | نام                             | خواننده(ها)                   | مدت          |
| ------------ | ------------------------------- | ----------------------------- | ------------ |
| ۱.           | «Deva Ganpati Deva»             | کاویتا کریشنامورتی            | -            |
| ۲.           | «Macho Man»                     | Sapna Mukherjee               | -            |
| ۳.           | «Pat Gayi Pat Gayi»             | S.P. Balasubramaniam, Madhuri | -            |
| ۴.           | «Sun Baliye Aayi Rut Mastani»   | Suresh Wadkar, Sadhana Sargam | -            |
| ۵.           | «Zindagi Hai Game»              | Suneeta Rao                   | -            |
| ۶.           | «Pat Gayi Pat Gayi (version 2)» | S.P. Balasubramaniam, Madhuri | -            |